# Lonchophylla hesperia
Lonchophylla hesperia — вид родини листконосові (Phyllostomidae), ссавець ряду лиликоподібні (Vespertilioniformes, seu Chiroptera).

## Середовище проживання
Вид з північно-заходного Перу, південно-західного Еквадору. 

## Життя
Не їсть фрукти. 